# أيلود بهي الشعر
أيلود بهي الشعر (الاسم العلمي: Elodea callitrichoides) هو نوع من النباتات يتبع جنس الأيلود من الفصيلة الحب المائية.